# Іваненко Вікторія Сергіївна
Вікторія Сергіївна Іваненко (нар. 13 червня 2005, Кропивницький) — українська гімнастка. Срібна призерка чемпіонату Європи серед юніорів в командній першості.

## Спортивна кар'єра
Вихованка  комунального закладу "Кіровоградська обласна спеціалізована дитячо-юнацька спортивна школа олімпійського резерву "Надія". Тренери — Андрій Береговий, Інна Поповкіна та Оксана Костанді.

#### 2020
На дебютному чемпіонаті Європи серед юніорів, що проходив під час пандемії коронавірусу в Мерсіні, Туреччина, через хибно позитивний тест на КОВІД-19 юніорки Дар'ї Лиски збірна України була за крок до зняття зі змагань. Добу члени дорослої та юніорської збірної України перебували в готельних номерах, поки не отримали негативні результати другого тесту та допуск до змагань від організаторів. У фіналі командних змагань спільно з Дар'єю Лискою, Даніелою Батроною та Юлією Касяненко здобула срібні нагороди в командній першості, поступившись збірній Румунії. До фіналів в окремих видах не кваліфікувалась.

## Результати на турнірах
| Рік                | Змагання                               | КБ | ІБ | Опорний стрибок | Різновисокі бруси | Колода | Вільні вправи |
| ------------------ | -------------------------------------- | -- | -- | --------------- | ----------------- | ------ | ------------- |
| Юніорські змагання |                                        |    |    |                 |                   |        |               |
| 2020               | Чемпіонат України, Кропивницький (КМС) |    | 1  |                 |                   |        |               |
| 2020               | UKRAINE INTERNATIONAL CUP              | 2  | 2  | 2               | 1                 |        | 1             |
| 2020               | Чемпіонат Європи                       | 2  |    |                 |                   |        |               |
| 2021               | Чемпіонат України, Кропивницький       |    | 6  |                 |                   |        |               |
| 2024               | Чемпіонат України                      |    | 5  | 3               |                   |        |               |

*змішані команди